# Hans-Jürgen Vogtherr
Hans-Jürgen Vogtherr (* 9. September 1931 in Berlin-Karlshorst; † 14. Juni 2018 in Uelzen) war ein deutscher Historiker.
Hans-Jürgen Vogtherr besuchte die Volksschule in Ahrensfelde bei Berlin und legte 1950 das Abitur an der Max-Greil-Oberschule ab. Er studierte von 1951 bis 1956 zunächst an der Humboldt-Universität Berlin Germanistik und Geschichte und dann an der FU Berlin. Nach einer Tätigkeit als Internatserzieher in Bad Sachsa folgte die Referendarzeit im höheren Schuldienst in Peine und Göttingen. Von 1960 bis zur Pensionierung 1994 war er Lehrer für Deutsch und Geschichte am Lessing-Gymnasium in Uelzen; später auch stellvertretender Schulleiter. Er wurde bei Hans Patze 1986 promoviert mit der Arbeit Die Geschichte des Brümmerhofes. Untersuchungen zur bäuerlichen Geschichte in der Lüneburger Heide.
Er wurde 1980 Mitglied des Hansischen Geschichtsvereins, 1990 im Verein für Lübeckische Geschichte und Altertumskunde und 1994 in die Historische Kommission für Niedersachsen und Bremen. Er leitete von 1989 bis 1998 die Historische Arbeitsgemeinschaft in Uelzen.
Vogtherr legte 1996 eine vierbändige Edition der Lübecker Pfundzollbücher 1492–1496 vor. Er legte eine umfangreiche Veröffentlichung über die Aufzeichnungen Tile Hagemanns, eines Uelzener Ratsherrn vor. Ihm wurde 1995 der Kulturpreis des Landkreises Uelzen verliehen. Er wurde 2009 durch die Ehrengabe der Stadt Uelzen gewürdigt. Er ist Vater des Historikers Thomas Vogtherr und des Kunsthistorikers Christoph Martin Vogtherr.

## Schriften (Auswahl)
- Die Schmiede aus Bodenteich. Untersuchungen zur Geschichte des ländlichen Handwerks. Landwirtschaftsmuseum Lüneburger Heide, Uelzen 1979. OCLC 74503364.
- Die Geschichte des Brümmerhofes. Untersuchungen zur bäuerlichen Geschichte in der Lüneburger Heide Becker, Uelzen 1986. ISBN 3-920079-23-X
- Tile Hagemanns Uelzen. Eine norddeutsche Kleinstadt am Ende des 16. Jahrhunderts (Veröffentlichungen der Historischen Kommission für Niedersachsen und Bremen. 251.) Hahn, Hannover 2009, ISBN 978-3-7752-6051-0
- Uelzen in der Hanse. Hoffmann, Uelzen 2016. ISBN 3-9815331-7-8